# Mykhailo Romanchuk
Mykhailo Romanchuk (ukrainien : Михайло Михайлович Романчук), né le 7 août 1996 à Rivne, est un nageur ukrainien, spécialiste de nage libre.

## Biographie
Il remporte deux médailles lors des Jeux olympiques de la jeunesse en 2014 à Nankin : le titre du 400 m nage libre et l'argent du 800 m, derrière l'Égyptien Akram Ahmed.
Lors des championnats d'Europe de Glasgow en août 2018, Mykhailo Romanchuk est sacré champion d'Europe du 400 m. Il devance le Norvégien Henrik Christiansen et l'Allemand Henning Mühlleitner.
Il est nommé porte-drapeau de la délégation de l'Ukraine aux Jeux olympiques d'été de 2024 à Paris aux côtés de la joueuse de tennis Elina Svitolina.

## Vie privée
Il est marié depuis le 2 septembre 2018 avec la sauteuse en longueur Maryna Bekh, vice-championne d'Europe 2018.

## Palmarès

### Jeux Olympiques
- 2020 à Tokyo ( Japon) :
  -  médaille de bronze sur 800 m nage libre.
  -  médaille d'argent sur 1 500 m nage libre.

### Championnats du monde

#### Grand bassin
- Championnats du monde 2017 à Budapest ( Hongrie) :
  -  médaille d'argent sur 1 500 m nage libre.
- Championnats du monde 2019 à Gwangju ( Corée du Sud) :
  -  médaille d'argent sur 1 500 m nage libre.
- Championnats du monde 2022 à Budapest ( Hongrie) :
  -  médaille de bronze sur 800 m nage libre.
  -  médaille de bronze sur 5 km nage en eau libre.

#### Petit bassin
- Championnat du monde 2018 à Hangzhou ( Chine) :
  -  Médaille d'or sur 1 500 m nage libre.
- Championnats du monde 2021 à Abou Dabi ( Émirats arabes unis) :
  -  Médaille de bronze sur 1 500 m nage libre.

### Championnats d'Europe

#### Grand bassin
- Championnats d'Europe 2016 à Londres ( Royaume-Uni) :
  -  médaille de bronze sur 800 m nage libre.
  -  médaille de bronze sur 1 500 m nage libre.
- Championnats d'Europe 2018 à Glasgow ( Royaume-Uni) :
  -  médaille d'or sur 400 m nage libre.
  -  médaille d'or sur 800 m nage libre.
  -  médaille d'argent sur 1 500 m nage libre.
- Championnats d'Europe 2020 à Budapest ( Hongrie) :
  -  médaille d'or sur 800 m nage libre.
  -  médaille d'or sur 1 500 m nage libre.
- Championnats d'Europe 2022 à Rome ( Italie) :
  -  médaille d'or sur 1 500 m nage libre.
- Championnats d'Europe 2024 à Belgrade ( Serbie) :
  -  Médaille d'or sur 800 m nage libre.
  -  médaille d'argent sur 1 500 m nage libre.

#### Petit bassin
- Championnats d'Europe 2017 à Copenhague ( Danemark) :
  -  médaille d'or sur 1 500 m nage libre.
- Championnats d'Europe 2023 à Otopeni ( Roumanie) :
  -  médaille de bronze sur 800 m nage libre.
  -  médaille de bronze sur 1 500 m nage libre.